# Remetea (Bihor)
Pour les articles homonymes, voir Remetea.
Remetea est une commune roumaine du județ de Bihor, en Transylvanie, dans la région historique de la Crișana et dans la région de développement Nord-Ouest.

## Géographie
La commune de Remetea est située dans le sud-est du județ, dans la dépression de Beiuș, dans la vallée de la Valea Roșia, affluent du Crișul Negru, à 10 km au nord de Beiuș et à 70 km au sud-est d'Oradea, le chef-lieu du județ.
La municipalité est composée des cinq villages suivants, nom hongrois, (population en 2002) :
- Drăgoteni, Drágota (466) ;
- Meziad, Mézged (1 236) ;
- Petreasa (417) ;
- Remetea, Magyarremete (884), siège de la commune ;
- Șoimuș, Gyepüsolymos (149).

## Histoire
La première mention écrite du village de Remetea date de 1422 sous le nom de Remethe.
La commune, qui appartenait au royaume de Hongrie, en a donc suivi l'histoire.
Après le compromis de 1867 entre Autrichiens et Hongrois de l'empire d'Autriche, la principauté de Transylvanie disparaît et, en 1876, le royaume de Hongrie est partagé en comitats. Remetea intègre le comitat de Bihar (Bihar vármegye).
À la fin de la Première Guerre mondiale, l'Empire austro-hongrois disparaît et la commune rejoint la Grande Roumanie au traité de Trianon.
En 1940, à la suite du deuxième arbitrage de Vienne, elle n'est pas annexée par la Hongrie et reste sous la souveraineté roumaine. 

## Politique
| Période                                  | Période  | Identité               | Étiquette | Qualité |
| ---------------------------------------- | -------- | ---------------------- | --------- | ------- |
| Les données manquantes sont à compléter. |          |                        |           |         |
|                                          | 2012     | Ionel Rif              | PSD       |         |
| 2012                                     | En cours | Adrian-Călin Ștefănică | PSD       |         |

| Parti | Parti                                      | Sièges |
| ----- | ------------------------------------------ | ------ |
|       | Parti social-démocrate (PSD)               | 7      |
|       | Parti national libéral (PNL)               | 3      |
|       | Alliance des libéraux et démocrates (ALDE) | 1      |

## Religions
En 2002, la composition religieuse de la commune était la suivante :
- Chrétiens orthodoxes, 75,26 % ;
- Réformés, 12,36 % ;
- Baptistes, 3,67 % ;
- Pentecôtistes, 4,15 % ;
- Grecs-Catholiques, 1,01 % ;
- Catholiques romains, 0,34 %.

## Démographie
En 1910, à l'époque austro-hongroise, la commune comptait 3 759 Roumains (78,56 %), 989 Hongrois (20,67 %) et 23 Allemands (0,48 %),.
En 1930, on dénombrait 3 913 Roumains (79,21 %), 937 Hongrois (18,97 %), 32 Juifs (0,65 %) et 58 Roms (1,17 %).
En 1956, après la Seconde Guerre mondiale, 3 846 Roumains (82,59 %) côtoyaient 752 Hongrois (16,15 %) et 59 Roms (1,27 %).
En 2002, la commune comptait 2 541 Roumains (80,58 %), 521 Hongrois (16,52 %) et 88 Roms (2,79 %). On comptait à cette date 1 005 ménages et 1 205 logements.
| 1880  | 1890  | 1900  | 1910  | 1920  | 1930  | 1941  | 1956  | 1966  |
| ----- | ----- | ----- | ----- | ----- | ----- | ----- | ----- | ----- |
| 3 470 | 3 724 | 4 123 | 4 785 | 4 632 | 4 940 | 4 947 | 4 657 | 4 142 |

| 1977  | 1992  | 2002  | 2007  | - | - | - | - | - |
| ----- | ----- | ----- | ----- | - | - | - | - | - |
| 4 130 | 3 392 | 3 153 | 3 011 | - | - | - | - | - |

## Jumelages
Nogent-sur-Vernisson (France)

## Économie
L'économie de la commune repose sur l'agriculture, l'élevage, la transformation du bois et l'artisanat traditionnel.

## Communications

### Routes
Remetea est située sur la route régionale DJ764 qui mène au nord vers Josani, Căbești et Roșia et au sud vers Petreasa, Delani et Beiuș. La DJ764C rejoint quant à elle, le village de Meziad à l'est.

## Lieux et monuments
- Remetea, église réformée datant du XIIIe siècle, classée monument historique[8] ;
- Remetea, église orthodoxe datant de 1788[8] ;
- Petreasa, église orthodoxe en bois datant du XVIIIe siècle, classée monument historique[8] ;
- Șoimuș, église orthodoxe en bois St Nicolas datant de 1746, classée monument historique[8] ;
- Meziad, église orthodoxe datant de 1900[8] ;
- Meziad, grotte aménagée pour les visites.